# Abel Franco
Abel Franco – wenezuelski zapaśnik walczący w obu stylach. Srebrny i brązowy medal na igrzyskach Ameryki Środkowej i Karaibów w 1986. Złoty (klasyczny) i srebrny (wolny) medalista MŚ juniorów z 1980 roku.